# 阿部恵
阿部 恵（あべ めぐみ、1967年10月4日 - ）は、日本のスピーチコンサルタント、ナレーター。Confill代表。元CBC中部日本放送アナウンサー。元国会議員政策担当秘書。

## 人物
神奈川県川崎市出身。
早稲田大学大学院修了(国際関係学修士）。

## アナウンサー（主な出演番組）
- サンデードラゴンズ（CBC)
- ビッグモーニング（TBS）
- おはようクジラ（TBS）
- メディアキング電波ファイター（CBC）
- ユーガッタCBC
- ベストタイム（TBS)

JNN系列局アノンシスト賞TV番組部門・最優秀賞受賞

## スピーチ指導
元総理夫人、政治家・経営者等へのスピーチ指導を行っている。
国会議員、県知事、市長の励ます会・政治報告会司会も多い。
その他、企業研修、ビジネス専門学校講師も務めている。